# Cyclosorus subaridus
Cyclosorus subaridus là một loài thực vật có mạch trong họ Thelypteridaceae. Loài này được Tatew. & Tagawa mô tả khoa học đầu tiên năm 1938.